# Сальвінія
Сальвінія (Salvinia) — рід папоротей родини сальвінієві (Salviniaceae). Рід названий на честь італійського ученого XVIII століття — Антона Марія Сальвіні.

## Поширення
Рід поширений у Північній Америці, Мексиці, Вест-Індії, Центральній Америці, Південній Америці, Євразії та Африці, включаючи Мадагаскар. В Україні росте один вид — Сальвінія плаваюча (Salvinia natans).

## Класифікація
Рід містить 12 видів:
- Salvinia auriculata
- Salvinia biloba
- Salvinia cucullata
- Salvinia hastata
- Salvinia herzogii
- Salvinia minima
- Salvinia molesta
- Salvinia natans
- Salvinia nymphellula
- Salvinia oblongifolia
- Salvinia radula
- Salvinia sprucei